# Rafael Andrew
Rafael Andrew Lima de Carvalho (Belém, 1 de dezembro de 1999) é um voleibolista brasileiro praticante da modalidade de vôlei de praia  e foi medalhista de ouro no Campeonato Mundial de Vôlei de Praia Sub-21 em 2019 na Tailândia.

## Carreira
O voleibol desde muito cedo já fazia parte de sua vida, sua mãe foi praticante na adolescência, acompanhando-a nos jogos da modalidade e influenciado também pelos irmãos mais velhos em competições, iniciou nos treinamentos aos 9 anos de idade juntamente com seu irmão gêmeo Renato Andrew.
Ao lado de Renato disputou o Circuito Brasileiro de Vôlei de Praia Sub-19 de 2016 terminando em terceiro na etapa de Saquarema, obtendo o título em João Pessoa e o vice-campeonato na etapa de Manaus finalizando na vice-colocação final.
No Circuito Brasileiro de Vôlei de Praia Sub-21 de 2016 atuou com seu irmão Renato quando terminaram em terceiro lugar na etapa de Jaboatão dos Guararapes e ao lado de George Wanderley obteve o vice-campeonato na etapa do Rio de Janeiro e o terceiro posto na etapa de Palmas.
Disputou com Renato Andrew as etapas do Circuito Brasileiro de Vôlei de Praia Sub-19 de 2017 conquistando o título da etapa de Lauro de Freitas e o terceiro posto em Manaus, terminando com o título geral final
E com Renato Andrew compete na edição do Circuito Brasileiro de Vôlei de Praia Sub-21 em 2017 obtendo o segundo posto na etapa de Maceió, a terceira posição em Maringá, terminando na terceira posição geral final.
Em mais uma temporada ao lado de seu irmão Renato competiu na edição do Circuito Brasileiro de Vôlei de Praia Sub-21 de 2018, terminando em segundo lugar na etapa de João Pessoa, na sequência obtendo os títulos na etapa do Rio de Janeiro, em Jaboatão dos Guararapes e em Manaus m conquistando o título geral.E juntos conquistaram o inédito título da etapa de Jaboatão dos Guararapes, válida pelo Circuito Brasileiro de Vôlei de Praia Challenger de 2018.Juntas conquistaram o ouro na edição de 2018 dos Jogos Universitários Brasileiros em Maringá, nesta representando a Unipê.
Em 2019 disputou com Renato Andrew a edição do Campeonato Mundial Sub-21 realizado em Udon Thani e obteve seu primeiro título mundial

## Títulos e resultados
- Etapa do Jaboatão dos Guararapes do Circuito Brasileiro de Voleibol de Praia - Challenger:2018[18]
- Jogos Universitários Brasileiros:2018[19]
- Circuito Brasileiro de Vôlei de Praia Sub-21:2018[1]
- Circuito Brasileiro de Vôlei de Praia Sub-21:2016
- Circuito Brasileiro de Vôlei de Praia Sub-21:2017
- Circuito Brasileiro de Vôlei de Praia Sub-19:2017[1]
- Circuito Brasileiro de Vôlei de Praia Sub-19:2016
- Etapa de Manaus do Circuito Brasileiro de Vôlei de Praia Sub-21:2018[16]
- Etapa de Jaboatão dos Guararapes do Circuito Brasileiro de Vôlei de Praia Sub-21:2018[15]
- Etapa do Rio de Janeiro do Circuito Brasileiro de Vôlei de Praia Sub-21:2018[14]
- Etapa de João Pessoa do Circuito Brasileiro de Vôlei de Praia Sub-21:2018[12]
- Etapa de Maceió do Circuito Brasileiro de Vôlei de Praia Sub-21:2017[10]
- Etapa do Rio de Janeiro do Circuito Brasileiro de Vôlei de Praia Sub-21:2016[6]
- Etapa de Palmas do Circuito Brasileiro de Vôlei de Praia Sub-21:2016[7]
- Etapa de Maringá do Circuito Brasileiro de Vôlei de Praia Sub-21:2017[11]
- Etapa de Jaboatão dos Guararapes do Circuito Brasileiro de Vôlei de Praia Sub-21:2016[5]
- Etapa de Lauro de Freitas do Circuito Brasileiro de Vôlei de Praia Sub-19:2017[8]
- Etapa de João Pessoa do Circuito Brasileiro de Vôlei de Praia Sub-19:2016[3]
- Etapa de Manaus do Circuito Brasileiro de Vôlei de Praia Sub-19:2016[4]
- Etapa de Manaus do Circuito Brasileiro de Vôlei de Praia Sub-19:2017[9]
- Etapa de Saquarema do Circuito Brasileiro de Vôlei de Praia Sub-19:2016[2]

## Premiações individuais
[carece de fontes?]